# Nāḩiyat al Kiswah
Nāḩiyat al Kiswah (arabiska: ناحية الكسوة) är ett subdistrikt i Syrien.   Det ligger i provinsen Rif Dimashq, i den sydvästra delen av landet, 23 km söder om huvudstaden Damaskus.
Omgivningarna runt Nāḩiyat al Kiswah är i huvudsak ett öppet busklandskap. Runt Nāḩiyat al Kiswah är det ganska tätbefolkat, med 75 invånare per kvadratkilometer.